# Claviger revelierei
Claviger revelierei – chrząszcz z rodziny kusakowatych, podrodziny Pselaphinae.

## Występowanie
Występuje endemicznie na Korsyce.